# تیزآباد
تیزآباد(به کردی: تیزاوا، Tîzawa) روستایی از توابع بخش زیویه در شهرستان سقز است که در استان کردستان ایران قرار دارد.

## جمعیت
این روستا در دهستان صاحب واقع شده و براساس سرشماری سال ۱۳۸۵، جمعیت آن ۱۴۴ نفر (۲۹ خانوار) بوده‌است.